# Men Going Their Own Way
Men Going Their Own Way (MGTOW, Mannen die hun eigen weg gaan) is een levensstijl van een online gemeenschap (websites en vormen van sociale media) van mannen die ideologische onthouding van contact met vrouwen beoefenen. Vele MGTOW'ers verkiezen om geen romantische relaties aan te gaan, te stoppen met daten en geen kinderen te krijgen, teneinde hun soevereiniteit, kapitaal, en vrijheid te behouden. De beweging is vooral actief in Engelstalige landen zoals de Verenigde Staten, Canada, Australië en het Verenigd Koninkrijk.

## Geschiedenis
Wanneer MGTOW precies is ontstaan is moeilijk aan te duiden, maar het werd waarschijnlijk in de vroege jaren 2000 gecreëerd door twee mannen die online de aliassen Solaris en Ragnar gebruikten. Hoewel MGTOW het meest wordt geassocieerd met Reddit online forums, zijn er ook MGTOW-video's op YouTube.

## Zienswijze
De gemeenschap maakt deel uit van wat breder de manosfeer (Engels: manosphere) wordt genoemd. Deze manosfeer omvat naast MGTOW ook de mannenrechtenbeweging, incels en pick-up artists.
De beweging gebruikt de term gynocentrisme om omstandigheden te beschrijven waarvan zij zeggen dat ze vrouwen ten nadele van mannen begunstigen. Ze zijn tegen dergelijke omstandigheden. MGTOW is van mening dat er een systematisch gynocentrisch vooroordeel is tegenover mannen in familierechtszaken, gebrek aan bezorgdheid voor mannen die ten onrechte worden beschuldigd van verkrachting en gebrek aan consequenties voor hun aanklagers.
Ook zou de baanzekerheid voor mannen meestal lager zijn dan voor vrouwen, omdat mannen meestal in meer riskante, conjunctuurgevoelige bedrijfstakken zouden werken. MGTOW-leden vinden dat de kosten en risico's van een relatie met een vrouw niet opwegen tegen de baten.
MGTOW zien de meeste vrouwen als hypergaam, waardoor alleen rijke mannen en mannen in topposities aantrekkelijk zouden zijn voor vrouwen. Sommige MGTOW-ers beschrijven vrouwen als manipulatief. Deze mannen kiezen steeds vaker voor hun eigen weg in de plaats van de weg die de maatschappij van ze verlangt.
Er zijn verschillende 'niveaus van MGTOW'. Sommige mannen blijven bijvoorbeeld nog wel daten, anderen leven volledig celibatair. Zo is er ook diversiteit in de redenen van hun aansluiting bij MGTOW: sommige leden hebben zich aangesloten bij MGTOW uit wrok, maar anderen zijn lid geworden door moeilijke situaties die ze hebben meegemaakt. Anderen hebben het contact met hun kinderen verloren na een bittere strijd om de voogdij. Weer anderen stellen dat hun levens verwoest zijn na een echtscheiding. Enkele van deze mannen zeggen dat de kameraadschap die ze vinden in MGTOW hen ervan heeft weerhouden suïcide te plegen.
MGTOW is in verband gebracht met politieke standpunten. Politiek gezien werd MGTOW afwisselend geassocieerd met libertarisme en de alt-right-subcultuur. Critici van dit standpunt wijzen er dan weer op dat MGTOW geen heterogene groep is. Dat het grote merendeel van MGTOW'ers nooit lid is geweest van de Reddit groep en dat #MGTOW regelmatig wordt gebruikt door geradicaliseerde inluencers om meer volgers te verkrijgen.
Het Southern Poverty Law Centre in Montgomery (Alabama), Verenigde Staten heeft MGTOW erkend als een mannelijke supremacistische groep. Veel media en academische bronnen beschouwen het SPLC als een betrouwbare bron voor het monitoren van extremisme, maar ze erkennen ook de bias en adviseren om hun analyses in de juiste context te plaatsen en te attribueren. Hoogleraar criminologie aan de Westfield State University, George Michael, stelt dat de SPLC soms de lijnen tussen haatgroepen, die pleiten voor geweld, en groepen die voornamelijk cultureel conservatieve of nationalistische standpunten innemen, doet vervagen.
Daarnaast is er ook kritiek vanuit sociologische en juridische kringen, waar wordt gewezen op een gebrek aan transparantie in de SPLC's methoden. Deze critici stellen dat de lijsten van de SPLC niet altijd een duidelijk onderscheid maken tussen groepen die oproepen tot geweld en die een puur ideologische oppositie vertegenwoordigen, wat kan leiden tot onbedoelde stigmatisering. Het SPLC heeft in het verleden reeds excuses aangeboden en schikkingen getroffen na onterechte classificaties, zoals de zaak met de islamcriticus Maajid Nawaz.. 

## Gelijkenissen met andere groeperingen

### Mannenbeweging
MGTOW richt zich op het afzweren van relaties met vrouwen in plaats van het veranderen van de status-quo door activisme en protest, waardoor MGTOW zich onderscheidt van de in de jaren 70 ontstane mannenbeweging. 

### Herbivore mannen in Japan
De beweging vertoont gelijkenissen met de 'Herbivore mannen' in Japan, een term die in 2006 voor het eerst gebruikt werd door schrijfster Maki Fukasawa. De term duidt mannen aan die geen interesse tonen in het zoeken naar een vriendin en een huwelijk.
De achterliggende gedachte verschilt echter, daar bij herbivore mannen sociaal-economische omstandigheden een rol spelen, en MGTOW daarentegen als een ideologische keuze kan worden gezien. 
Uit enquêtes van alleenstaande Japanse mannen in 2010 bleek dat 60% van de mannen in de twintig en 42% van de mannen in de leeftijd tussen 23 en 34 zichzelf als herbivoren beschouwden.